# El dos de maig de 1808 a Madrid
El dos de maig de 1808 a Madrid, o La càrrega dels mamelucs a la Porta del Sol (títol original en castellà El dos de mayo de 1808 en Madrid), és una pintura a l'oli realitzat per Goya el 1814 i que actualment està exposada al Museu del Prado a Madrid. Forma una sèrie amb el quadre El tres de maig.
Representa una escena de l'aixecament del 2 de maig contra els francesos, començament de la Guerra de la Independència Espanyola contra Napoleó, que havia ocupat Espanya el 1808 i havia posat com a rei el seu germà, Josep I Bonaparte.
En el quadre, els insurgents espanyols ataquen els mamelucs, mercenaris egipcis que combaten al costat de l'exèrcit francès. Aquesta revolta va ser aixafada de forma sagnant per l'exèrcit d'ocupació.
Els moviments dels cavalls i dels diferents personatges doten al quadre d'un gran dinamisme. Reflecteix l'escena amb gran realisme, com pot veure's en la representació dels cossos caiguts i els rius de sang. En l'últim terme, es pot veure el perfil arquitectònic de Madrid, si bé tractat de tal manera que no distreu l'atenció de l'esdeveniment principal, que domina el primer pla.
Goya utilitza una pinzellada gruixuda, amb un ric cromatisme. El seu estil recorda a alguns quadres del Romanticisme francès, obres de Géricault o Delacroix.